# Rainer Schüttler
Rainer Schüttler (født 25. april 1976 i Korbach) er en tysk tidligere tennisspiller, der var professionel 1995-2012. Han vandt gennem sin karriere vundet fire single- og fire doubletitler, og hans højeste placering på ATP's verdensrangliste er en femteplads i single, som han opnåede i april 2004.

## Grand Slam
Schüttlers bedste Grand Slam-resultat i singlerækkerne kom ved Australian Open i 2003. Her nåede han overraskende helt frem til finalen, hvor han dog var chanceløs mod amerikanske Andre Agassi, der vandt i tre sæt. I 2008 nåede han semifinalen i Wimbledon, hvor han tabte til turneringens senere vinder, spanieren Rafael Nadal.

## OL
Schüttler deltog i tre olympiske lege gennem sin karriere. Første gang var 2000 i Sydney, hvor han i single nåede anden runde. Ved OL 2004 i Athen tabte han i første runde i single, men i herredouble, hvor han spillede sammen med Nicolas Kiefer, nåede han til finalen efter sejre over et rumænsk, et australsk, et israelsk og et indisk par. I finalen mødte de chilenerne Fernando González og Nicolás Massú, som vandt i fem sæt, så de to tyskere måtte nøjes med sølvmedaljerne. Ved OL 2008 stillede han igen op i single samt i double sammen med Kiefer, men tabte i henholdsvis anden og første runde.